# Matko Peić
Matko Peić (Požega, 10. veljače 1923. – Zagreb, 30. listopada 1999.), bio je hrvatski povjesničar umjetnosti, slikar i književnik. Pisao je putopise, eseje i feljtone.

## Životopis
Matko Peić rodio se u Požegi 1923. godine. Školovao se u rodnome gradu, a nakon toga u Zagrebu gdje je diplomirao na Akademiji likovnih umjetnosti 1947. i povijest umjetnosti na Filozofskom fakultetu u Zagrebu, a od 1956. godine predavao je povijest umjetnosti na ALU.
Bavio se i književnošću te se smatra da je uveo stilskoperiodizacijski pojam rokokoa u proučavanje hrvatske književnosti 18. stoljeća. primijenivši ga na djela Antuna Kanižlića.
Od 1991. godine bio je redoviti član HAZU.

## Nepotpun popis djela
Likovne monografije:
- Slava Raškaj, Zagreb, 1957.
- Vanja Radauš, Zagreb, 1965.
- Vladimir Becić, Zagreb, 1966.
- Nikola Mašić, Beograd, 1975.
- Slava Raškaj, Spektar, Zagreb, 1985.
- Josip Račić, Zagreb, 1985.
- Vladimir Becić, Osijek, 1987. (Biblioteka Revije, 55)
- Miroslav Kraljević, Zagreb, 1989.
- Slikari naših ljudi i krajeva: Slava Raškaj i Nikola Mašić, Dom i svijet, 2005.[2]

Likovne studije i eseji:
- Francuski slikari 18. stoljeća, Zagreb, 1967.
- Hrvatski umjetnici, Zagreb, 1968.
- Portreti hrvatskih umjetnika 19. i 20. stoljeća, Zagreb, 1986.
- Europski umjetnici, Zagreb, 1986.

Putopisi:
- Skitnje, Zagreb, 1967. (2. izd. 1985., 3. izd. 1996., 4. izd. 2002.)
- Jesen u Poljskoj, Zagreb, 1969.
- Crno zlato, Zagreb, 1974. (2. izd. Biblioteka INA, knj. 21, Zagreb, 2004.)[3]
- Ljubav na putu od Drave do Jadrana, Zagreb, 1984.
- Požega: eseji, feljtoni, putopisi, Požega, 1995.
- Putnik bez putovnice, Privlačica, Vinkovci, 2000. (prir. Stanislav Marijanović)[4]

Zavičajne monografije:
- Požega i Turci: predavanje i izložba u povodu 300 godina oslobođenja Požege od Turaka, Izložbena dvorana Muzeja Požeške kotline, 25. ožujka-7. travnja 1988. godine, (Slavonska Požega, 1988.) (suautor: Ive Mažuran)[5]

Izabrana djela:
- Izabrana djela, Zagreb, 1982.

Djela o književnosti
- Barok i rokoko u djelu Antuna Kanižlića (1699-1777), Rad JAZU, knj. 365, Zagreb 1972, 5-133

Ostalo:
- Pristup likovnom djelu, Zagreb, 1968. (udžbenik, više izdanja)
- Susret s umjetničkim djelom, Zagreb, 1968. (udžbenik)
- Vanja Radauš: izložba crteža: Umjetnički paviljon u Zagrebu, 16.VI.-30.VI.1972., Zagreb, 1972.
- Čovjek i kultura, Biblioteka INA, knj. 23, Zagreb, 2004. (prir. Milan Bešlić)[6]

Neka njegova djela je u njenoj antologiji Żywe źródła iz 1996. s hrvatskoga na poljski jezik prevela poljska književnica i prevoditeljica Łucja Danielewska.

## Spomen
- U rodnome gradu postavljeno mu je spomen-poprsje na trgu koji je nazvan po njemu Trg Matka Peića, a postavljena mu je i spomen-ploča u ulici Antuna Kanižlića na broju 14[7]
- Dani Matka Peića, održavaju se u Požegi od 2013. godine, u organizaciji Zavoda za znanstveni i umjetnički rad HAZU u Požegi i Grada Požege[8]

## Vanjske poveznice
- Ive Šimat Banov, Dobri duh skitnje, Stanko Andrić, Pohvala senzualnosti, Aleksandar Flaker, Kinetička nostalgija Nemoć sv. Izidora iz Male Mlake[neaktivna poveznica], Vijenac, broj 149  Arhivirana inačica izvorne stranice od 24. listopada 2008. (Wayback Machine), 18. studenoga 1999.
- Peić, Matko, HAZU
- Radovi Zavoda za znanstveni i umjetnički rad u Požegi 3/2014.  Arhivirana inačica izvorne stranice od 5. rujna 2021. (Wayback Machine), broj posvećen Matku Peiću (HAW)